# داني بروف
داني بروف (بالإنجليزية: Danny Brough)‏ هو لاعب دوري الرغبي بريطاني، ولد في 15 يناير 1983 في Dewsbury ‏ في المملكة المتحدة.